# Арнэуцою, Тома
Тома Арнэуцою (рум. Toma Arnăuțoiu; 14 февраля 1921, Нукшоара, жудец Мусчел, Королевство Румыния — 18 июля 1959, тюрьма Жилавы, Румынская Народная Республика) — румынский офицер, участник Второй мировой войны и антикоммунистического повстанческого движения. Вместе с Георге Арсенеску командовал партизанским отрядом «Haiducii Muscelului — Мусчельские гайдуки». Продолжал вооружённую борьбу с коммунистическим режимом до конца 1950-х. Захвачен Секуритате и расстрелян. После Румынской революции 1989 признан борцом против тоталитарного режима.

## Семья и военная служба
Родился в семье потомственной интеллигенции из села Нукшоара (жудец Мусчел, впоследствии включён в жудец Арджеш), третий из пяти детей. Отец Ион Арнэуцою работал учителем и руководил сельской школой, мать Лауренция Дьяконеску-Арнэуцою занималась домохозяйством. Дед по отцу был православным священником, дед по матери — учителем.
Семейство Арнэуцою пользовалось большим авторитетом в округе. Глава семьи Ион участвовал в Первой мировой войне, имел три боевые награды и звание капитана запаса. Много лет он руководил сельской школой, организовал наделение крестьян дополнительными земельными участками и расширение административных границ Нукшоары. Политически придерживался правых взглядов, состоял в Национал-цэрэнистской партии (НЦП). Старший сын Ион-младший, брат Тома, был награждён за отвагу на пожаре, участвовал во Второй мировой войне на Восточном фронте и был убит в Крыму.
Тома Арнэуцою окончил военное училище, потом кавалерийскую школу в Тырговиште. Некоторое время был женат, но с первой супругой вускоре развёлся. На военную службу поступил после переворота 23 августа 1944, когда Румыния перешла на сторону Антигитлеровской коалиции. Воевал против нацистской Германии и хортистской Венгрии. Был ранен в венгерских боях, награждён Рыцарским крестом ордена Короны Румынии.
После окончания войны лейтенант Тома Арнэуцою служил в кавалерийском полку королевской гвардии. В 1947, когда у власти всё жёстче утверждалась Румынская коммунистическая партия (РКП), Арнэуцою был уволен в запас. Политическая мотивировка увольнения не вызывала сомнений.

## Партизанский отряд

### Нукшоарская группа
Политически Тома Арнэуцою был румынским националистом и антикоммунистом, сторонником короля Михая I, принудительно отречённого 30 декабря 1947. После увольнения из армии около года состоял в НЦП. Михай I предложил лейтенанту Арнэуцою сопровождать его в эмиграцию, но Арнэуцою отказался — он решил вести повстанческую борьбу против правящего режима РКП.
В начале 1948 полковник Георге Арсенеску организовал отряд антикоммунистического сопротивления на севере жудеца Мусчел. Центр базирования был устроен под Кымпулунгом, малой родиной Арсенеску. В декабре полковник Арсенеску встретился с лейтенантом Арнэуцою и обсудил вопрос о создании вооружённой группы в другом мусчельском районе — Нукшоаре. 27-летний Арнэуцою, отличавшийся дисциплиной и чувством долга, политически был полностью согласен с Арсенеску, уважал его как военного и находился под воздействием харизмы 41-летнего полковника.
Первоначально нукшоарское формирование насчитывало шестнадцать человек, в том числе четыре женщины. Командовали Тома Арнэуцою и его брат Петре. Социально партизаны принадлежали к крестьянству и сельской интеллигенции (учителя, медработники, православный священник). Регулярную поддержку партизанам оказывали около ста человек, включая родителей командира Иона и Лауренцию и сестру Елену.
Северомусчельские группы объединились с нукшоарской в единый отряд, названный Haiducii Muscelului — Мусчельские гайдуки. Командиром отряда являлся Георге Арсенеску, его фактически заместителем стал Тома Арнэуцою. Численность превышала сотню человек. Активную помощь партизанам оказывали более тридцати семей. Заметную часть отряда составляли женщины, среди них крестьянки Элизабета  Ризя и Мария Плоп, ставшая второй женой Арнэуцою и матерью его дочери.

### Мусчельские гайдуки
«Мусчельские гайдуки» представляли самые разные социальные группы. Преобладали крестьяне, но были и рабочие, предприниматели, военные, адвокаты, преподаватели, студенты, монахи. Большинство составляли беспартийные, другие поддерживали национал-цэрэнистов и национал-либералов, встречались ультраправые легионеры и даже коммунисты, несогласные со сталинистской и просоветской политикой РКП. Идейную основу создавали антисталинизм, верность Михаю I и «свободному правительству», борьба против диктатуры РКП, советской оккупации, насильственной коллективизации, в защиту национальных традиций, религии и церкви.
Соотношение сил не оставляло партизанам шансов на военную победу. Даже объединение всех отрядов значительно уступало Секуритате, правительственной армии и советским оккупационным войскам. Но повстанцы рассчитывали на помощь США, Великобритании и Франции, поскольку были уверены, что Запад не примирится с советским контролем над Восточной Европой. Арсенеску уверял своих бойцов, что имеет прямую связь с французской военной миссией.
Георге Арсенеску и Тома Арнэуцою сильно разнились по типу личности. Старший был крайне индивидуалистичен, имел большие амбиции, рвался к личной славе, отличался импульсивностью и авантюрностью. Младший обладал репутацией человека сдержанного, вдумчивого, чрезвычайно ответственного, склонного к коллективным решениям. Его главным побудительным мотивом являлась верность нации, армии и церкви. Эти различия создавали психологические проблемы. Но примерно полгода полковник и лейтенант руководили отрядом совместно.
Отряд Арсенеску-Арнэуцою практиковал активные атаки — нападения на функционеров РКП, осведомителей Секуритате, партийно-государственные объекты. Против партизан были брошены крупные карательные силы. 19 июля 1949 секуристы окружили дом Иона Арнэуцою, где находились Георге Арсенеску, Тома и Петре Арнэуцою, ещё двое партизан. В завязавшейся перестрелке партизаны застрелили двух уоррент-офицеров. Арсенеску и Тома Арнэуцою с трудом сумели прорваться, Арнэуцою при этом был ранен. Остальные, в том числе Ион Арнэуцою, были схвачены Секуритате. Арнэуцою-старший и его жена были приговорён к шести годам заключения, но через два года выпущены под плотный надзор.
После этого отряд разделился. Часть бойцов ушли к северу под командованием Арсенеску (он продолжал вооружённую борьбу до 1961, после чего был схвачен и казнён). Другие остались близ Нукшоары под командованием Арнэуцою. В помощь госбезопасности был командирован известный сыскными талантами майор милиции Эуджен Алимэнеску. По его приказу арестовывались родственники повстанцев, применялись пытки. Но партизанам удавалось уходить от преследования.
В среде повстанцев возникли взаимные подозрения в тайном сотрудничестве с Секуритате. Результатом стали несколько самосудов, в одном из которых лично участвовали братья Арнэуцою и Мария Плоп (подозреваемого в осведомительстве зарубили топором). Ликвидации агентов Секуритате сделались главными акциями отряда. Совершались также рейды в окрестные деревни, срывы партийных собраний, уничтожение коммунистической символики. В этой связи отмечалось даже «отчаяние Секуритате».

### Захват и казнь
Кольцо Секуритате смыкалось, отряд уменьшался в численности. Окрестные крестьяне и священники продолжали снабжать партизан продовольствием, одеждой и обувью, спальными принадлежностями, иногда оружием и боеприпасами. Но эта помощь постепенно иссякала. Приходилось производить реквизиции под выдачу квитанций. Особенно трудно складывалась ситуация в зимние периоды. В то же время, партизаны заботились о получении газет и даже добыли радиоприёмник, из передач которого узнали о Венгерском восстании 1956. К 1958 от отряда остались четверо: братья Тома и Петре Арнэуцою, Мария Плоп и крестьянин Константин Жубляну. Укрывались они в пещере близ горной деревни либо в сарае сельского священника Иона Константинеску. С ними находилась Иоана — дочь Тома и Марии, рождённая в пещере в мае 1956.
Ликвидация этой группы была поручена одному из лучших оперативников — капитану Секуритате Николае Плешицэ, будущему генералу госбезопасности. Давлением и угрозами Плешицэ принудил к сотрудничеству крестьянина Григоре Поэнэряну — бывшего одноклассника Тома Арнэуцою, не вызывавшего подозрений. 20 мая 1958 Тома и Петре зашли к Поэнэряну за продуктами и вещами. Он предложил им выпить, по приказу Плешицэ подмешав сильнодействующий транквилизатор. Секуристы схватили братьев во время сна. Одновременно было обнаружено укрытие в пещере. Константин Жубляну отказался сдаться, отстреливался и был убит. Марию Плоп с дочерью арестовали. Все они были доставлены в Питешти и предстали перед судом.
Военный суд приговорил к смертной казни шестнадцать человек — Тома Арнэуцою, Петре Арнэуцою и группу местных жителей (в том числе священника Константинеску), обвинённых в «укрывательстве и содействии бандитам-террористам». 18 июля 1959 братья были расстреляны в тюрьме Жилавы. Мария Плоп получила пожизненное заключение, вновь арестованные Ион и Лауренция Арнэуцою — 18 и 16 лет тюрьмы. Все трое умерли в заключении. Сестра Арнэуцою Елена отбыла 6 лет. Малолетнюю Иоану отправили в детский дом. Ранее был арестован и подвергнут пыткам брат Антон, не имевший отношения к повстанчеству — Секуритате по ошибке приняла его за Тома. Приказ об аресте издал министр внутренних дел Александру Дрэгич.

## Дочь, сестра, память
После антикоммунистической революции 1989 отношение к повстанчеству 1940—1960-х радикально изменилось. Тома Арнэуцою признан борцом против тоталитарного режима. Отмечены и его заслуги во Второй мировой войне. Лишь тогда его дочь, прежде взятая в приёмную семью, узнала о своих родителях и познакомилась с Элизабетой Ризя. Иоана Войку-Арнэуцою — известная румынская скрипачка.
Елена Ион-Арнауцою многое сделала для восстановлении памяти о своих братьях и повстанческом движении в целом. По её инициативе были установлены памятники в Нукшоаре и Матеяше. В 2016 президент Румынии Клаус Йоханнис наградил её орденом «За верную службу», патриарх Румынский Даниил — медалью Мученицы Филафтеи. Скончалась она в 2019 в возрасте 100 лет. В интервью незадолго до кончины она с грустью говорила, что её казнённые братья не приняли бы современной Румынии, поскольку сражались за «честь, человечность, уважение и трудолюбие королевских времён».